# Aleksandr Rudenko (cầu thủ bóng đá, sinh 1993)
Bản mẫu:Eastern Slavic name
Aleksandr Stanislavovich Rudenko (tiếng Nga: Александр Станиславович Руденко; sinh ngày 4 tháng 3 năm 1993) là một thủ môn bóng đá người Nga. Anh thi đấu cho F.K. Orenburg.

## Sự nghiệp câu lạc bộ
Anh có màn ra mắt tại Russian Second Division cho FC Chernomorets Novorossiysk vào ngày 4 tháng 8 năm 2013 trong trận đấu với FC Olimpia Volgograd.